# طيب اسم
طيب اسم هي موقع في منطقة تبوك بشمال غرب السعودية. تقع في منطقة مرتفعة بنحو (314 متر) تقريبًا. وتبعد 10 كم شرق الساحل الشرقي لخليج العقبة، البحر الأحمر. وإلى الغرب من القرية توجد شعاب مرجانية بكر. ويعتبر موقع طيب اسم ذات أهمية بالنسبة لبعض المورمون ويعتقد بأنها مشار إليها في كتاب المورمون.

## الموقع
يقع موقع طيب اسم بمركز مقنا غرب المحافظة بمسافة 28 كلم وتبعد عن مدينة تبوك 253 كلم على ضفاف خليج العقبة.

## التسمية
الموقع كان يحمل اسماً غير ذلك تماماً، فقد كان اسمه غير ذلك حيث إنه يسمى وصفاً لعضو أنثوي بشري! لتقارب الشبه والمنظر، ويقال أن سبب التسمية بـطيب اسم جاءت من قصة فتاة كانت ترعى أغناماً بالقرب من الجبل، عندما سألاها رجلان مسافران وغريبان عن اسم الموقع والجبل مما دفعها بذكائها الفطري المدفوع والمغطى بالحياء والعفة أن تُحجم عن لفظ الاسم الحقيقي والمعروف للجبل لتقول لهم إن اسمه جبل (طيب اسم) هروباً من الاسم المعروف الذي يرمز للعضو الأنثوي للمرأة عموماً.

## الوصف
«طيب اسم» عبارة عن شق وسط جبال شاهقة يقال بإنها أثر معجزة نبي الله موسى عليه السلام عندنا شق الله البحر لإنقاذه من فرعون حيث يتوسط الوادي مياه جارية طوال العام، وعلى مدخلة البحري تقع واحة من النخيل، والشق ضيق لدرجة لا تسمح إلا بمرور سيارة واحدة فقط. ويوجد بالوادي ثلاثة عيون أكثرها حلاوة تلك التي على مقربة من البحر.

## طرق الوصول
- طريق يستلزم أخذ تصريح من قيادة مقنا، عبر الساحل من البدع إلى مقنا.[6]
- الطريق الصحراوي الوعر ويبلغ (33 كم) من البدع قد يستغرق مدة ساعة كاملة للوصول إليه.[6]